# Winthrop Street
Winthrop Street è una fermata della metropolitana di New York situata sulla linea IRT Nostrand Avenue. Nel 2019 è stata utilizzata da 1 882 065 passeggeri. È servita dalla linea 2 sempre e dalla linea 5 durante i giorni feriali esclusa la notte.

## Storia
La stazione fu aperta il 23 agosto 1920.

## Strutture e impianti
La stazione è sotterranea, ha due banchine laterali e due binari. È posta al di sotto di Nostrand Avenue e non ha un mezzanino, ognuna delle due banchine ospita infatti un gruppo di tornelli con una scala per il piano stradale. Quella della banchina in direzione nord porta su Winthrop Street, quella della banchina in direzione sud su Parkside Avenue.

## Interscambi
La stazione è servita da alcune autolinee gestite da NYCT Bus.
- Fermata autobus